# Bound for Glory (pay-per-view)
Bound For Glory, afgekort BFG, is een jaarlijks professioneel worstel-pay-per-view (PPV) evenement dat georganiseerd wordt rond oktober door de Amerikaanse worstelorganisatie Impact Wrestling (voorheen bekend als TNA Wrestling). Het eerste evenement vond plaats in 2005. Dit evenement is vergelijkbaar met het rivaliserende WWE's WrestleMania waarin worstelaars streden in verschillende soorten professionele worstelwedstrijden in wat het hoogtepunt was van vele vetes en verhaallijnen die plaatsvonden tijdens het kalenderjaar. Tot nu toe zijn er 16 evenementen van BFG gehouden volgens de chronologie.

## Geschiedenis
De 2006 editie van Bound for Glory was de eerste 3 uren PPV evenement dat plaats nam buiten de Impact Zone. De editie in 2016 keerde weer terug naar de Impact Zone. Bound For Glory IV, dat plaats nam in het Sears Centre Arena in Hoffman Estates, Illinois, was de eerste en het enige evenement dat Romeinse cijfers had in de titel.
Alle evenementen waren gehouden in de Verenigde Staten, behalve de 2014 editie. De 2014 editie vond plaats in het Korakuen Hall in Tokio, Japan in samenwerking met Japanse worstelpromotie Wrestle-1. Het evenement in 2014 was ook de eerste evenement waar geen wereldkampioenschapswedstrijd werd gehouden. In totaal hebben er 13 wereldkampioenschapswedstrijden plaats gevonden.

## Chronologie
| Evenement            | Datum           | Stad                        | Locatie                | Main Event |
| -------------------- | --------------- | --------------------------- | ---------------------- | --- |
| Bound for Glory 2005 | 23 oktober 2005 | Orlando, Florida            | Impact Zone            | Jeff Jarrett (c) vs. Rhino voor het NWA World Heavyweight Championship met Tito Ortiz als Special Guest Referee.                                |
| Bound for Glory 2006 | 22 oktober 2006 | Plymouth Township, Michigan | Compuware Sports Arena | Jeff Jarrett (c) vs. Sting in een Title vs. Career match voor het NWA World Heavyweight Championship met Kurt Angle als Special Guest Enforcer. |
| Bound for Glory 2007 | 14 oktober 2007 | Duluth, Georgia             | Gwinnett Center        | Kurt Angle (c) vs. Sting voor het TNA World Heavyweight Championship.                                                                           |
| Bound for Glory IV   | 12 oktober 2008 | Hoffman Estates, Illinois   | Sears Centre Arena     | Samoa Joe (c) vs. Sting voor het TNA World Heavyweight Championship.                                                                            |
| Bound for Glory 2009 | 18 oktober 2009 | Irvine, Californië          | Bren Events Center     | A.J. Styles (c) vs. Sting voor het TNA World Heavyweight Championship.                                                                          |
| Bound for Glory 2010 | 10 oktober 2010 | Daytona Beach, Florida      | Ocean Center           | Jeff Hardy vs. Kurt Angle vs. Mr. Anderson in een Triple Threat match voor het vacante TNA World Heavyweight Championship.                      |
| Bound for Glory 2011 | 16 oktober 2011 | Philadelphia                | Liacouras Center       | Kurt Angle (c) vs. Bobby Roode voor het TNA World Heavyweight Championship.                                                                     |
| Bound for Glory 2012 | 14 oktober 2012 | Phoenix, Arizona            | GCU Arena              | Austin Aries (c) vs. Jeff Hardy voor het TNA World Heavyweight Championship.                                                                    |
| Bound for Glory 2013 | 20 oktober 2013 | San Diego                   | Viejas Arena           | Bully Ray (c) vs. A.J. Styles in een No Disqualification match voor het TNA World Heavyweight Championship.                                     |
| Bound for Glory 2014 | 12 oktober 2014 | Tokio, Japan                | Korakuen Hall          | The Great Muta & Tajiri vs. James Storm & The Great Sanada.                                                                                     |
| Bound for Glory 2015 | 4 oktober 2015  | Concord, North Carolina     | Cabarrus Arena         | Ethan Carter III (c) vs. Drew Galloway vs. Matt Hardy voor het TNA World Heavyweight Championship met Jeff Hardy als Special Guest Referee.     |
| Bound for Glory 2016 | 2 oktober 2016  | Orlando, Florida            | Impact Zone            | Lashley (c) vs. Ethan Carter III in een No Holds Barred match voor het TNA World Heavyweight Championship.                                      |
| Bound for Glory 2017 | 5 november 2017 | Ottawa, Ontario, Canada     | Aberdeen Pavilion      | Eli Drake (c) vs. Johnny Impact voor het Impact Global Championship                                                                             |
| Bound for Glory 2018 | 14 oktober 2018 | New York, New York          | Melrose Ballroom       | Austin Aries (c) vs. Johnny Impact voor het Impact World Championship.                                                                          |
| Bound for Glory 2019 | 20 oktober 2019 | Villa Park, Illinois        | Odeum Expo Center      | Brian Cage (c) vs. Sami Callihan in een No disqualification match voor het Impact World Championship.                                           |
| Bound for Glory 2020 | 24 oktober 2020 | Nashville, Tennessee        | Skyway Studios         | Eric Young (c) vs. Rich Swann voor het Impact World Championship.                                                                               |
| Bound for Glory 2021 | 23 oktober 2021 | Las Vegas, Nevada           | N.T.B.                 | N.T.B. |